# إسفرايين
إسفرايين هي مدينة إيرانية تقع في محافظة خراسان الشمالية.
ذكرها الشريف الإدريسي (ت. 560 هـ) في كتابه نزهة المشتاق في اختراق الآفاق. يبلغ عدد سكانها 51,321 حسب احصاء عام 2006 م.

## أعلام
- آذري الطوسي
- عبد القاهر البغدادي
- أبو إسحاق الإسفراييني